# Schwalbenschwanzzinne

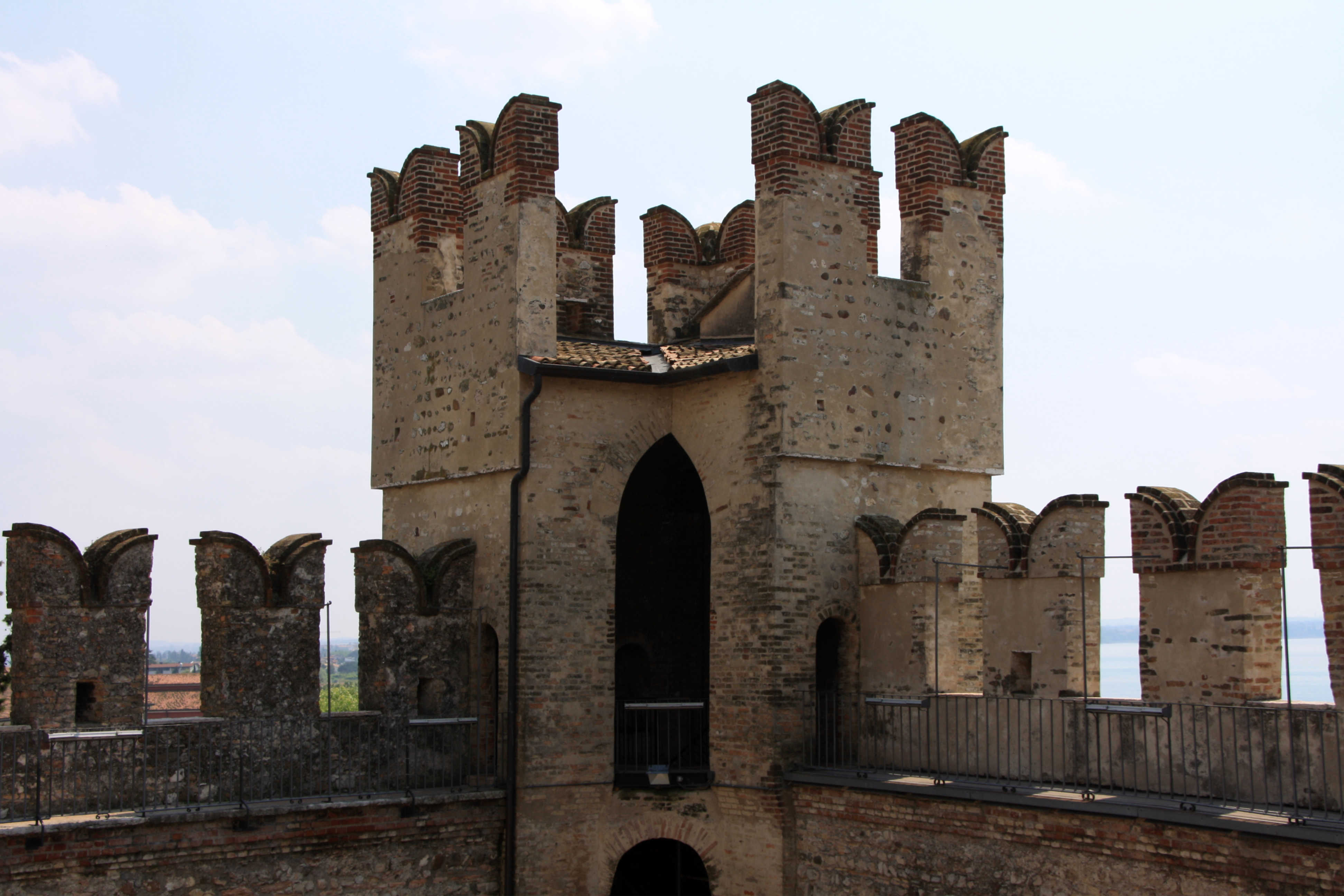
Schwalbenschwanzzinnen an der Scaligerburg von Sirmione

Eine Schwalbenschwanzzinne (auch Kerbzinne, Welsche Zinne oder Scaliger-Zinne genannt) ist die Zierform einer Zinne, die vor allem in Südtirol und Norditalien an Wehr- und Ringmauern von Burgen ausgeführt wurde. Sie ist nach dem gegabelten Schwanz von Schwalben benannt.
Meist wurde sie als Erkennungszeichen im Kranz angebracht, wobei besonders die Schwalbenschwanzform der Ghibellinenzinnen bekannt geworden ist. In der späten Gotik und Renaissance wurde diese Art von Zinnen mehrheitlich zur Dekoration genutzt.